# Pavel Černý (teolog)
Pavel Černý (* 21. května 1949 Vysoké Mýto) je český evangelikální teolog a kazatel. Je bývalým předsedou Rady Církve bratrské, bývalým místopředsedou (2001-2005) a předsedou (2005-2009) Ekumenické rady církví v ČR a učitelem praktické teologie na Evangelikálním teologickém semináři v Praze. Spolupracuje též se Středoevropským centrem misijních studií.

## Život
Pavel Černý pochází z kazatelské rodiny. Dědeček byl kazatelem, otec laickým kazatelem. Původně studoval přírodní vědy, ale v roce 1969 přestoupil na Komenského evangelickou fakultu. Po ukončení studia v roce 1974 začal působit jako kazatel, nejprve v Benátkách nad Jizerou.
Byl dlouholetým členem a předsedou Rady Církve bratrské. Jeho mandát vypršel počátkem roku 2010, kdy jej podle výsledků voleb z předvolební konference z května 2008 nahradil Daniel Fajfr. Jeho dcerou je česká spisovatelka Jana Šrámková.

## Vyznamenání
- 2008 – Svatováclavská medaile[3]